# Poškození z opakovaného namáhání

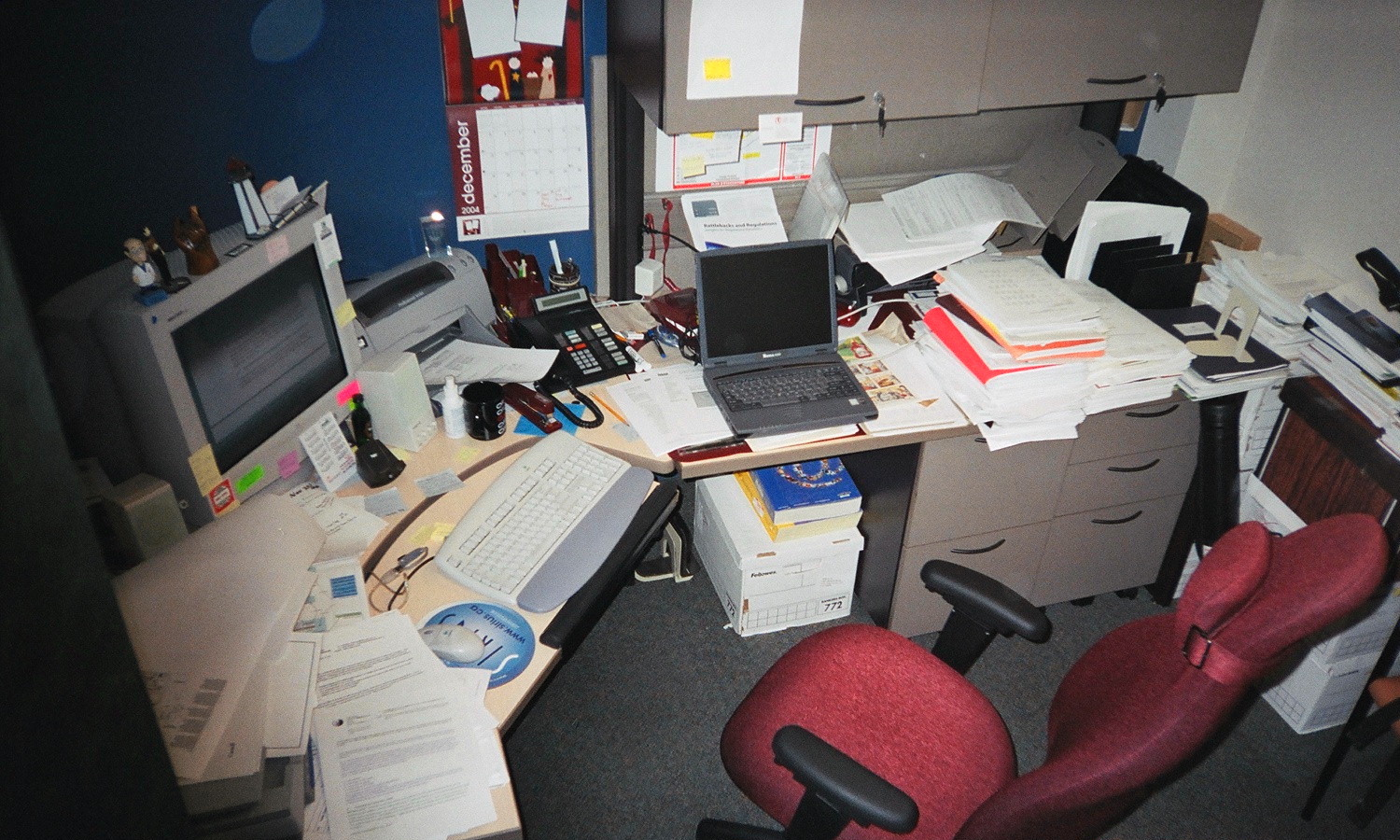
Riziko RSI hrozí hlavně v kancelářích ...

Poškození z opakovaného namáhání (anglicky Repetitive strain injury anebo Repetitive stress injury, zkráceně RSI) je v dnešní době jedna z nejčastějších příčin přiznání nemoci z povolání v kancelářských profesích, tj. především pravidelných přestávek s protažením a nasvačením vč. (na)pití.
Jedná se o soubor poškození, která jsou vyvolána prací v neergonomickém prostředí nebo nástroji. Mezi nejčastější patří: tenisový loket, poškození hybnosti ramenních pletenců, poškození šlach prstů anebo syndrom karpálního tunelu.
Typickými příznaky (důsledky) je neohraničená bolest, která se dále zhoršuje při pracích, slabost a malá výdrž.
Jednotlivým poškozením se dá (resp. je nutno preventivně) předcházet dodržováním základních ergonomických pravidel a přizpůsobením pracovního tempa.